# Gertrude Barrows Bennett
Pour les articles homonymes, voir Bennett.
 (janvier 2019).
Si vous disposez d'ouvrages ou d'articles de référence ou si vous connaissez des sites web de qualité traitant du thème abordé ici, merci de compléter l'article en donnant les références utiles à sa vérifiabilité et en les liant à la section « Notes et références ».
Œuvres principales
- The Citadel of Fear (1918)
- The Heads of Cerberus (1919)
- Claimed (1920)

Gertrude Barrows Bennett (1883-1948) fut la première grande femme écrivain de fantasy et de science-fiction aux États-Unis, elle publia ses histoires sous le pseudonyme de Francis Stevens. Bennett a écrit un certain nombre d'ouvrages fantasy acclamés entre 1917 et 1923 et fut appelé « la femme qui a inventé la dark fantasy ».
Parmi ses ouvrages les plus célèbres, on retrouve Claimed (dont Auguste T. Swift, dans une lettre à The Argosy disait que c'était « un des plus étranges et des plus convaincants roman fantasy que vous lirez jamais », Swift fut un temps considéré comme le pseudonyme de H. P. Lovecraft, mais cela fut démenti), et le roman de monde perdu The Citadel of Fear.
Bennett a également écrit un roman dystopique intitulé The Heads of Cerberus (1919).

## Vie
Gertrude Mabel Barrows est née à Minneapolis en 1883. Elle termina ses études jusqu'à la huitième année, puis prit des cours du soir dans l'espoir de devenir une illustratrice (but qu'elle n'atteindra jamais). Au lieu de cela, elle commença à travailler comme sténographe, un poste qu'elle gardera pour le reste de sa vie.
En 1909, Barrows épousa Stewart Bennett, un journaliste et explorateur britannique, et déménagea à Philadelphie. Un an plus tard, son mari mourut lors d'une expédition. Avec un nouveau-né à élever, Bennett continua de travailler comme sténographe. Quand son père mourut vers la fin de la Première Guerre mondiale, Bennett s'occupa de sa mère invalide.
Au cours de cette période, Bennett commença à écrire un certain nombre de nouvelles et de romans, ne s'arrêtant que lorsque sa mère mourut en 1920. Au milieu des années 1920, elle déménagea en Californie. Parce que Bennett s'était séparé de sa fille, pendant un certain nombre d'années, on pensait qu'elle était décédée en 1939 (date à laquelle remonte la dernière lettre qu'elle envoya à sa fille). Cependant, grâce à de nouvelles recherches et à la découverte de son certificat de décès, on sut qu'elle mourut en 1948.

## Carrière d'écrivain
Bennett écrit sa première histoire courte à 17 ans, une histoire de science-fiction intitulé The Curious Experience of Thomas Dunbar. Elle envoya le récit à The Argosy, l'un des meilleurs magazines de pulp de l'époque. L'histoire fut acceptée et publiée dans le numéro de mars 1904.
Une fois que Bennett commença à prendre soin de sa mère, elle décida de retourner à l'écriture de fiction, dans le but de soutenir financièrement sa famille. Sa première histoire terminée, après son retour à l'écriture, fut le roman The Nightmare, apparu dans All-Story Weekly en 1917. L'histoire se déroule sur une île séparée du reste du monde, où le processus d'évolution a pris un cours différent. Le récit The Nightmare ressemble à Edgar Rice Burroughs, The Land That Time Forgot, lui-même publié un an plus tard. Bien que Bennett ait présenté The Nightmare sous son propre nom, elle avait demandé à utiliser un pseudonyme lors de sa publication. Le rédacteur en chef du magazine a choisi de ne pas utiliser le pseudonyme que Bennett avait suggéré (Jean Vail) et à la place il publia l'histoire sous le nom de Francis Stevens. Après que les lecteurs répondirent positivement à l'histoire, Bennett choisi de continuer à écrire sous ce nom.
Au cours des prochaines années, Bennett écrivit un certain nombre d'histoires courtes et de nouvelles. Son histoire courte Friend Island (All-Story Weekly, 1918), par exemple, est située dans le XXIIe siècle, qui est gouverné par les femmes. Une autre histoire, le roman Sérapion (Argosy, 1920), décrit un homme possédé par une créature surnaturelle. Cette histoire fut publiée dans un livre électronique intitulé Possessed: A Tale of the Demon Sérapion, avec trois autres histoires. Plusieurs de ses autres histoires courtes ont été recueillies dans The Nightmare and Other Tales of Dark Fantasy (University of Nebraska Press, 2004).
En 1918, elle publie son premier, et peut-être meilleur, roman intitulé The Citadel of Fear (Argosy, 1918). Cette histoire du monde perdu se concentre sur une ville aztèque oubliée, qui est «redécouverte» au cours de la Première Guerre mondiale. C'est dans l'introduction d'une édition de 1952 de la réimpression du roman, qu'est révélé que «Francis Stevens» était le pseudonyme de Bennett.
Un an plus tard, elle publie son seul roman de science-fiction, The Heads of Cerberus (The Thrill Book, 1919). Ce fut l'un des premiers romans dystopique, le livre décrit une « poussière grise d'une fiole d'argent » qui transporte toute personne qui l'inhale dans un Philadelphie futuriste totalitaire.
L'un des romans les plus célèbres de Bennett fut Claimed (Argosy 1920; réimprimé en 1966 et 2004). Dans lequel un artéfact surnaturel invoque un dieu ancien et puissant au XXe siècle au New Jersey. Augustus T. Swift décrit le roman comme « l'un des plus étranges et des plus convaincants romans de fantasy que vous lirez jamais. »

## Louange présumée de H. P. Lovecraft
L'éditeur de Fanzine Larry Farsaci, éditeur de Golden Atom, attribua le nom d'Auguste T. Swift à l'auteur H. P. Lovecraft comme un de ses pseudonymes, sur des preuves circonstancielles. Cette erreur fut ensuite reprise et perpétuée par d'autres chercheurs et bibliographes de Lovecraft.
Swift, un résident de Providence (comme Lovecraft) écrivit deux lettres à The Argosy pour faire l'éloge du travail de Stevens (le 15 novembre 1919 et le 22 mai 1920). L'auteur derrière Swift se révèle être un véritable habitant de Providence. Il était un enseignant, ancien de New Bedford, Massachusetts (tel que révélé par sa seconde lettre à The Argosy, Lovecraft n'a jamais vécu à New Bedford) mais vivait à Providence au temps où ses lettres faisaient l'éloge du travail de Stevens.
L'attribution incorrecte des lettres de Swift à la main de Lovecraft a conduit à la perpétuation de l'idée qu'il avait loué le travail de Stevens. Un érudit, du nom de Sam Moskowitz, repris ce mythe, ce qui conduit Gary Hoppenstand à reprendre, en 2004, l'admiration de Lovecraft pour les travaux de Stevens dans ses écrits.
Par ailleurs, malgré ces fausses louanges, certains éditeurs des romans de poche de Stevens continuent à imprimer (sur les couvertures de leurs réimpressions Stevens) les paroles de Swift louant Stevens mais attribuées à Lovecraft.
Quant à savoir si Stevens a réellement influencé l'écriture de Lovecraft, le débat est ouvert, certains auteurs dont Gary Hoppenstand ont spéculé par l'affirmative sur ce point. Il se peut que Lovecraft ait lu son travail, cependant il n'existe aucune preuve d'influence directe. Stevens n'est nulle part mentionnée dans les lettres de Lovecraft, ni dans son enquête d'horreur littéraire Supernatural Horror in Literature.

## Influence
Bennett a été crédité comme étant à l'origine de « la création du nouveau genre de la dark fantasy. » Il a été dit que les écrits de Bennett ont influencé à la fois H. P. Lovecraft et A. Merritt (mais voir ci-dessus l'incertitude quant à l'influence de Lovecraft).
Quant à Merritt, depuis plusieurs décennies, critiques et lecteurs pensaient que « Francis Stevens » était un de ses pseudonymes. Cette rumeur n'a pris fin qu'en 1952 avec la réimpression de Citadel of Fear, qui présente dans son introduction une biographie de Bennett par Lloyd Arthur Eshbach.
Le critique Sam Moskowitz a dit qu'elle était «la plus grande femme écrivain de science-fiction dans la période entre Mary Wollstonecraft Shelley et CL Moore».
Parce que Bennett fut la première femme américaine à avoir ses écrits de fantasy et de science-fiction publiés dans de nombreux ouvrages, elle est reconnue comme une autrice pionnière de fantasy.

## Œuvres

### Romans
- The Citadel of Fear (1918; réimprimé dans Famous Fantastic Mysteries, février 1942, et en brochure en 1970, [NY: Paperback Library] et 1984 [NY: Carroll & Graf])

- Traduit en français  sous le titre La Citadelle de la Peur par Michel Pagel, Paris, Marie Barbier Éditions, 2021, 400 p.  (ISBN 978-2-491147-00-6)
- The Labyrinth (All-Story Weekly, 27 juillet, 3 août, et 10 août 1918; réimprimé plus tard en nouvelle brochée)
- The Heads of Cerberus 1st book edition. 1952, Cloth, Reading, PA. Polaris Press (Subsidiary of Fantasy Fress, Inc.) ill. Ric Binkley. Introduction par Lloyd Arthur Eshbach (Thrill Book, 15 août 1919; réimprimé en 1952 et 1984)

- Traduit en français sous le titre  La Fiole au Cerbère par Michel Pagel, Paris, Marie Barbier Éditions, 2022, 328 p.  (ISBN 978-2-491147-34-1)
- Avalon (Argosy)
- Claimed (1920; réimprimé en 1985, 1996, et 2004) 192pp, Cloth and Paper, Sense of Wonder Press, James A. Rock & Co.).

- Traduit en français  sous le titre Le Coffret des abîmes par Michel Pagel, Paris, Marie Barbier Éditions, 2019, 168 p.  (ISBN 978-2-9561193-4-0)

### Histoires courtes et nouvelles
- The Curious Experience of Thomas Dunbar (Argosy, 1904)
- The Nightmare, (All-Story Weekly, 14 avril 1917)[15] Reparu en brochure Apex International en 2003.
- Friend Island (All-Story Weekly, 7 septembre 1918; réimprimé dans Under the Moons of Mars, édité par Sam Moskowitz, 1970) Traduit en français et publié dans Les Meilleurs Récits de Famous Fantastic Mysteries (J'ai Lu n°731, 1977) (L'Île amie)
- Behind the Curtain (All-Story Weekly, 21 septembre 1918, réimprimé dans Famous Fantastic Mysteries, janvier 1940)
  - Unseen-Unfeared (People's Favorite Magazine 10 février 1919; réimprimé dans Horrors Unknown, édité par Sam Moskowitz, 1971); Traduit en français dans Antarès n°12, 1983 (L'Horreur invisible).
- The Elf-Trap (Argosy, 5 juillet 1919) Reparu en brochure  The Elf Trap, APEX Apex international, n° 14, 2003 Traduit en français dans Wendigo n°2, 2013 (Le Piège elfique)
- Serapion (Argosy Weekly, 19 juin, 26 juin, et 3 juillet, 1920; réimprimé dans Famous Fantastic Mysteries, juillet 1942). Reparu en brochure Apex International en 2003.
- Sunfire (1923; originellement imprimé en deux parties dans Weird Tales, juillet/août 1923, et Weird Tales, septembre 1923) Reparu en brochure Apex International en 1996.

### Recueils de nouvelles
- Possessed: A Tale of the Demon Serapion (2002; contient la nouvelle Serapion, et les histoires courtes Behind the Curtain, Elf-Trap et Unseen-Unfeared)
- Nightmare: And Other Tales of Dark Fantasy (University of Nebraska Press, 2004; qui contient toutes les autres histoires courtes de Stevens (excepté The Curious Experience of Thomas Dunbar), The Nightmare, The Labyrinth, Friend Island, Behind the Curtain, Unseen-Unfeared, The Elf-Trap, Serapion et Sunfire).